# NGC 1975
NGC 1975 je plava emisijska maglica u zviježđu Orionu. 

## Vanjske poveznice
- SEDS: NGC 1975